# Нантан

Нанта́н (яп. 南丹市, なんたんし, МФА: [nantan ɕi]?) — місто в Японії, в префектурі Кіото.     Отримало статус міста 2006 року. Площа становить 616,31 км². Станом на 1 жовтня 2017 року населення складало 32 540  осіб, густота населення — 52,8 осіб/км².     

## Історія
Нантан отримав статус міста 1 січня 2006 року.